# André Gusperti
André Gusperti (Silandro, 14 ottobre 1973) è un ex nuotatore italiano.

## Biografia
Fratello minore del nuotatore René Gusperti, anch'egli membro della nazionale italiana, militò principalmente nella Rari Nantes Trento.
Prese parte ad alcune rassegne internazionali negli anni novanta. Ai Giochi del Mediterraneo di Bari fu medaglia d'oro nella staffetta 4x100 misti, insieme ad Emanuele Merisi, Domenico Fioravanti e Massimiliano Rosolino. Ai Mondiali del 1998 gareggiò nella medesima staffetta, restando fuori dalla finale per un solo posto.
In seguito al ritiro dall'attività agonistica, divenne allenatore.

## Palmarès
nota: questa lista è incompleta
| Campionati mondiali     | 4 x 100 m mista            |
| 1998 Perth Australia    | 9º in semifinale 3'44"20 : |
| Giochi del Mediterraneo | 4 x 100 m mista            |
| 1997 Bari Italia        | Oro: 3'44"60 :             |

### Campionati italiani
3 titoli in staffette, così ripartiti:
- 2 nella 4 x 100 m mista
- 1 nella 4 x 100 m sl

| Anno | Edizione    | farfalla 100 m | st. libero 4x100 m | mista 4x100 m |
| ---- | ----------- | -------------- | ------------------ | ------------- |
| 1993 | Estivi      | -              | 1                  | -             |
| 1997 | Primaverili | 2              | -                  | -             |
| 1997 | Estivi      | -              | -                  | 3             |
| 1999 | Estivi      | -              | -                  | 1             |
| 2000 | Estivi      | -              | -                  | 1             |